# Neuhausen, Mittelsachsen
Neuhausen là một đô thị trong huyện Mittelsachsen, bang tự do Sachsen, nước Đức. Đô thị Neuhausen, Mittelsachsen có diện tích 48,03 km², dân số thời điểm ngày 31 tháng 12 năm 2005 là 3204 người.